# سدوبرو
سدوبرو (به صربی: Sedobro) یک منطقهٔ مسکونی در صربستان است که در پریژپولجه واقع شده‌است. سدوبرو ۳۲۲ نفر جمعیت دارد.